# U-19 (Kriegsmarine)
U-19 je bila nemška vojaška podmornica Kriegsmarine, ki je bila dejavna med drugo svetovno vojno.

## Zgodovina
Od sprejetja v aktivno službo januarja 1936 pa do aprila 1940 je bila U-19 del 1. podmorniške flotilje. Od maja 1940 do maja 1942 je bila podmornica del šolske flotilje.
Nato je bila razstavljena in po delih prepeljana pa kopnem in reki Donavi do romunskega pristanišča Galați, kjer so jo zopet sestavili. Potem je iz svojega oporišča v pristanišču Konstanca (Constanța) kot del 30. podmorniške flotilje  delovala proti sovjetskim ladjam v Črnem morju.
20. avgusta 1944 je bila podmornica poškodovana v zračnem napadu sovjetskih letal. Posadka je podmornico namerno potopila 10. septembra 1944 v bližini turške obale in se predala turškim oblastem.

## Poveljniki
| Poveljniki |                 |                        |                                        |
| Št.        | Čin             | Ime                    | Poveljstvo                             |
| 1.         | Kapitanporočnik | Victor Schütze         | 16. januar 1936 - 30. september 1937   |
| 2.         | Kapitanporočnik | Hans Meckel            | 30. september 1937 - 1. november 1939  |
| 3.         | Kapitanporočnik | Wilhelm Müller-Arnecke | 2. november 1939 - 2. januar 1940      |
| 4.         | Kapitanporočnik | Joachim Schepke        | 3. januar 1940 - 30. april 1940        |
| 5.         | Kapitanporočnik | Wilfried Prellberg     | 1. maj 1940 - 19. junij 1940           |
| 6.         | Kapitanporočnik | Peter Lohmeyer         | 20. junij 1940 - 20. oktober 1940      |
| 7.         | Nadporočnik     | Wolfgang Kaufmann      | 21. oktober 1940 - 8. november 1940    |
| 8.         | Kapitanporočnik | Rudolf Schendel        | 8. november 1940 - 31. maj 1941        |
| 9.         | Nadporočnik     | Gerhard Litterscheid   | 1. junij 1941 - 15. december 1942      |
| 10.        | Nadporočnik     | Hans-Ludwig Gaude      | 16. december 1942 - 2. december 1943   |
| 11.        | Nadporočnik     | Willy Ohlenburg        | 3. december 1943 - 6. september 1944   |
| 12.        | Nadporočnik     | Hubert Verpoorten      | 7. september 1944 - 10. september 1944 |

## Tehnični podatki
| Kategorije                                    | Podatki         |
| --------------------------------------------- | --------------- |
| Teža (t): na površju pod površjem polna Teža  | 279 328 414     |
| Dolžina (m) - tlačni trup (m)                 | 42,70 - 28,20   |
| Širina (m) - tlačni trup (m)                  | 4.08 - 4,00     |
| Izpodriv (m)                                  | 3,90 m          |
| Višina (m)                                    | 8,60            |
| Moč (hp): na površju pod podvršjem            | 700 360         |
| Hitrost (vozlov): na površju pod podvršjem    | 13,0 7,0        |
| Doseg (milja/vozel): na površju pod podvršjem | 3100/8 43/4     |
| Torpeda/Torpedne cevi                         | 5/3 (na premcu) |
| Mine                                          | 12 TMA          |
| Posadka                                       | 22-24           |
| Maksimalni potop (m)                          | 150             |

## Potopljene ladje
| Datum             | Ime                                       | Država                 | Tonaža    | Usoda                |
| ----------------- | ----------------------------------------- | ---------------------- | --------- | -------------------- |
| 21. oktober 1939  | Capitaine Edmond Laborie (tovorna ladja)  | Francija               | 3.087 BRT | potopljena (mina)    |
| 21. oktober 1939  | Deodata (tanker)                          | Norveška               | 3.295 BRT | potopljena (mina)    |
| 24. oktober 1939  | Konstantinos Hadjipateras (tovorna ladja) | Grčija                 | 5.962 BRT | potopljena (mina)    |
| 18. november 1939 | Carica Milica (tovorna ladja)             | Kraljevina Jugoslavija | 6.371 BRT | potopljena (mina)    |
| 9. januar 1940    | Manx (tovorna ladja)                      | Norveška               | 1.343 BRT | potopljena (torpedo) |
| 23. januar 1940   | Baltanglia (tovorna ladja)                | Združeno kraljestvo    | 1.523 BRT | potopljena (torpedo) |
| 23. januar 1940   | Pluto (tovorna ladja)                     | Norveška               | 1.598 BRT | potopljena (torpedo) |
| 25. januar 1940   | Everene (tovorna ladja)                   | Latvija                | 4.434 BRT | potopljena (torpedo) |
| 25. januar 1940   | Gudveig (tovorna ladja)                   | Norveška               | 1.300 BRT | potopljena (torpedo) |
| 19. marec 1940    | Charkow (tovorna ladja)                   | Danska                 | 1.026 BRT | potopljena (torpedo) |
| 19. marec 1940    | Minsk (tovorna ladja)                     | Danska                 | 1.229 BRT | potopljena (torpedo) |
| 20. marec 1940    | Bothal (tovorna ladja)                    | Danska                 | 2.109 BRT | potopljena (torpedo) |
| 20. marec 1940    | Viking (tovorna ladja)                    | Danska                 | 1.153 BRT | potopljena (torpedo) |
| 27. junij 1944    | Barzha (No 75) (tovorna ladja)            | Sovjetska zveza        | 1.000 BRT | potopljena (torpedo) |
| 2. september 1944 | BTSC-410 Vzryv (No 25) (minolovec)        | Sovjetska zveza        | 441 BRT   | potopljena (torpedo) |